# Cornouiller officinal
Cornus officinalis
Espèce
Le cornouiller officinal (Cornus officinalis) est une espèce de cornouiller connue également sous le nom de cornouiller du Japon, à ne pas confondre avec son homonyme, le cornouiller du Japon (Cornus kousa) ou le cornouiller sauvage.

## Étymologie
En coréen, il est connu sous le nom de sansuyu ( 산수유  ), en chinois en tant que shān zhū yú ( 山茱萸  ) et en japonais sanshuyu (さんしゅゆ).

## Description
Les fleurs jaunes sont petites (5 à 10 mm de diamètre) et apparaissent en février–mars avant les feuilles. Cette floraison précoce, avant celle du Forsythia, fait du cornouiller une excellente plante mellifère.
Les fruits, appelés cornouilles sont des drupes rouges de 15 à 35 mm de long contenant un gros noyau. Elles ont un goût acidulé et sont comestibles. On les consommera de préférence blettes comme les nèfles, par exemple quand les fruits viennent de tomber sur le sol. Elles ont un goût rappelant celui de la griotte.
Les caractéristiques du cornouiller officinal sont très proches de celles du Cornus mas.

## Médecine traditionnelle
Il est présent en Chine, au Japon et en Corée où il est utilisé comme plante alimentaire et comme plante médicinale .

## Constituants chimiques
La plante contient de l'acide oléanolique et de l'acide ursolique . L'acide ursolique a montré des effets protecteurs in vitro sur les cellules auditives.
Il a été démontré que les extraits éthanoliques du fruit de C. officinalis préviennent les lésions hépatiques associées à l'hépatotoxicité induite par les lésions hépatiques induites par l'acétaminophène (chez la souris) en prévenant ou en atténuant le stress oxydatif.
Les constituants chimiques isolés du fruit (Corni fructus) ont des effets protecteurs sur les cellules bêta in vitro , et peuvent contrôler l'hyperglycémie postprandiale par inhibition de l'alpha-glucosidase.
Le glycoside iridoïde du cornouiller, un produit chimique extrait de Cornus officinalis, a favorisé la neurogenèse et l'angiogenèse et amélioré la fonction neurologique après ischémie chez le rat.
Une étude randomisée, en double aveugle et contrôlée par placebo a révélé qu'une formule à base de plantes chinoises composée principalement de Cornus officinalis était non seulement efficace pour améliorer la fonction érectile, mais qu'elle était également sans danger pour le traitement de la dysfonction érectile. Une substance chimique isolée de Cornus officinalis peut également améliorer la motilité du sperme humain.
Les cultures cellulaires de C. officinalis contiennent des gallotannins sous forme de tri-, tétra- et pentagalloylglucoses. Les tanins principaux sont le 1,2,3,6-tétragalloylglucose, le 1,2,6-trigalloyl-glucose, le 1,2,3,4,6-pentagalloyl-glucose et le 6-digalloyl-1,2,3-trigalloyl- glucose.

## Nutrition
Les jus de cerises du cornouiller sont riches en potassium, calcium, sodium, fer, zinc, manganèse et cuivre. Comparé à d'autres jus obtenus à partir de prune, de poire et de pomme, le jus de cerise du cornouiller contenait des niveaux plus élevés de minéraux alimentaires.

## Galerie

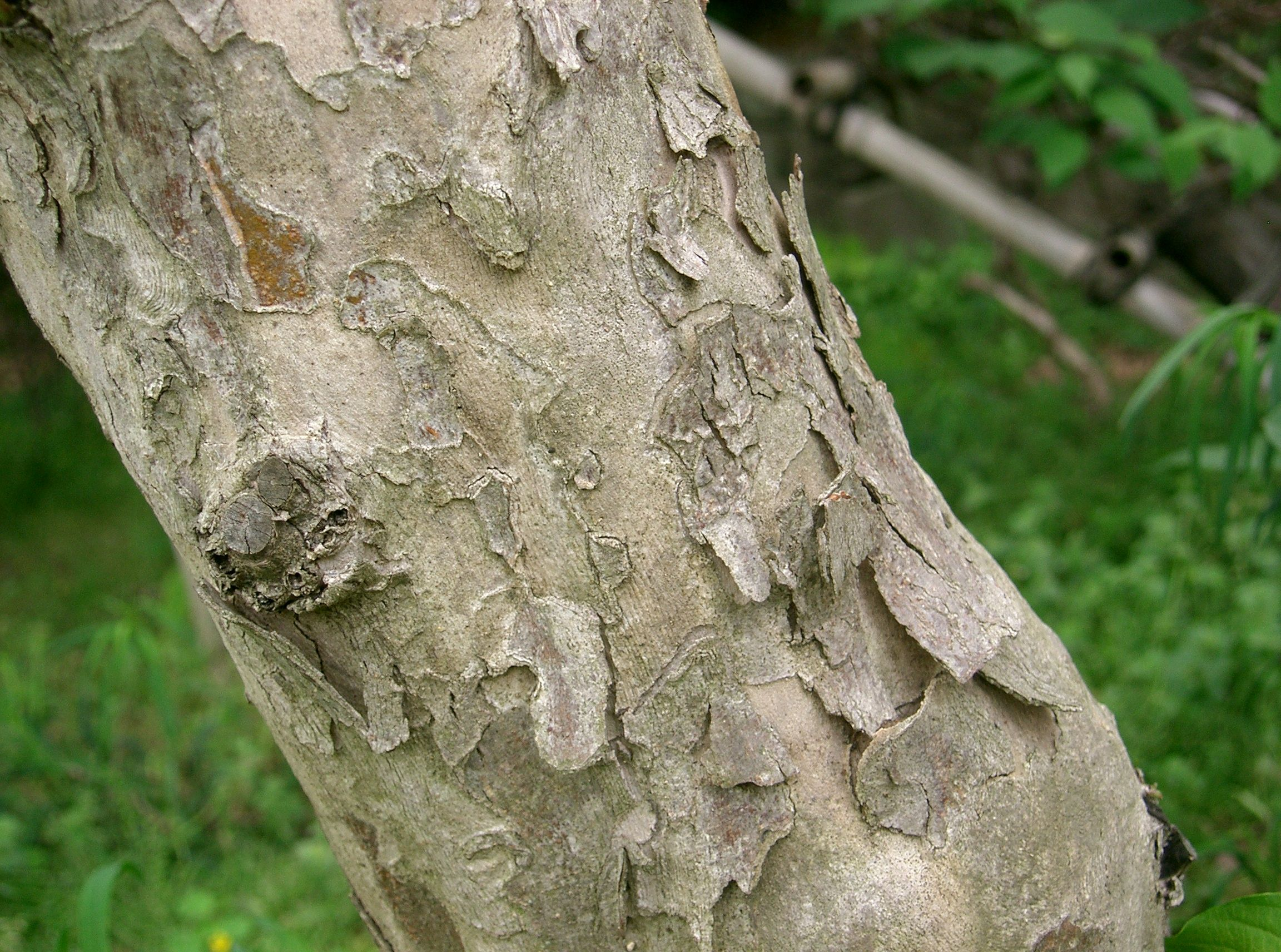
Tronc
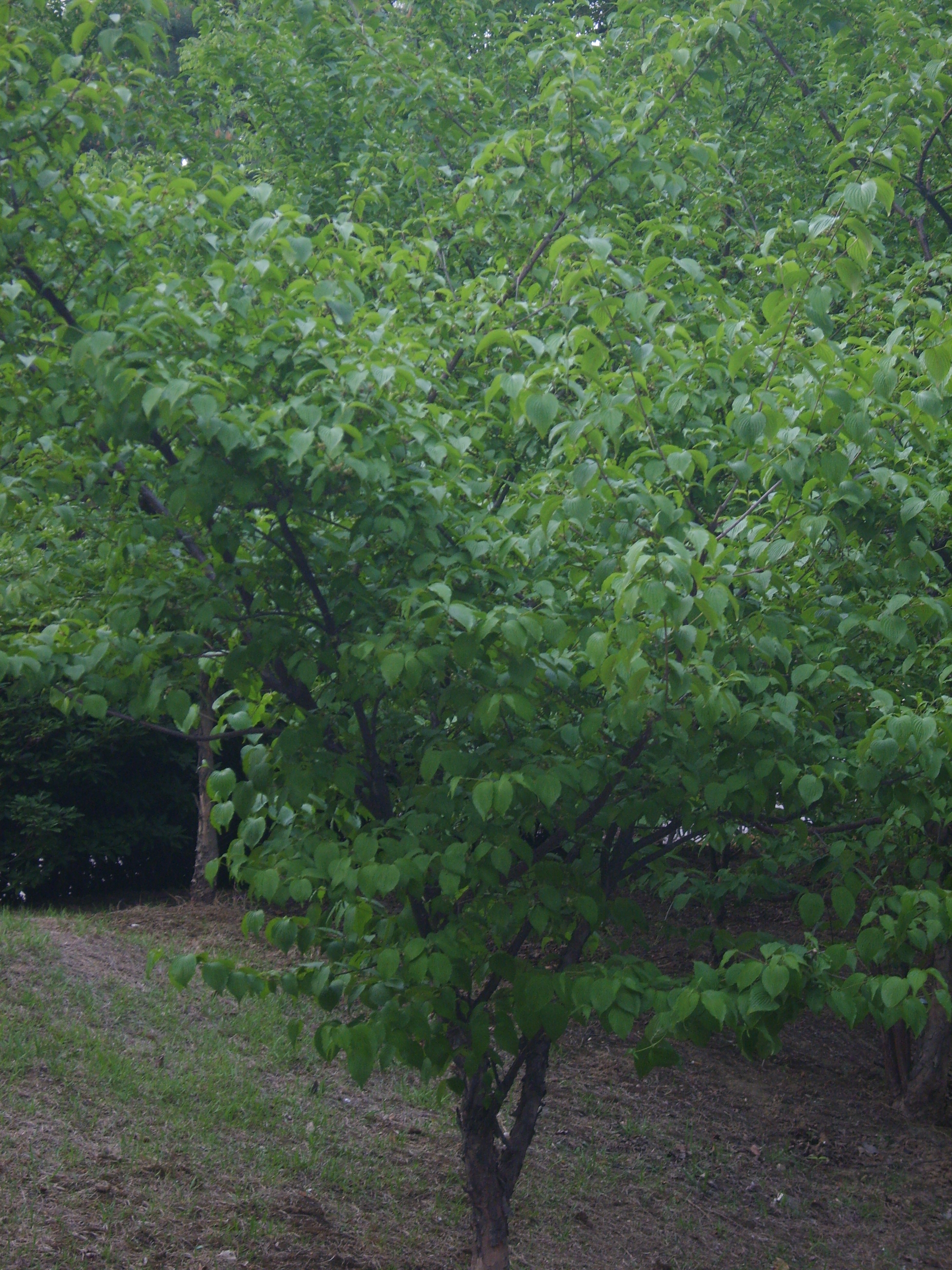
Feuillage
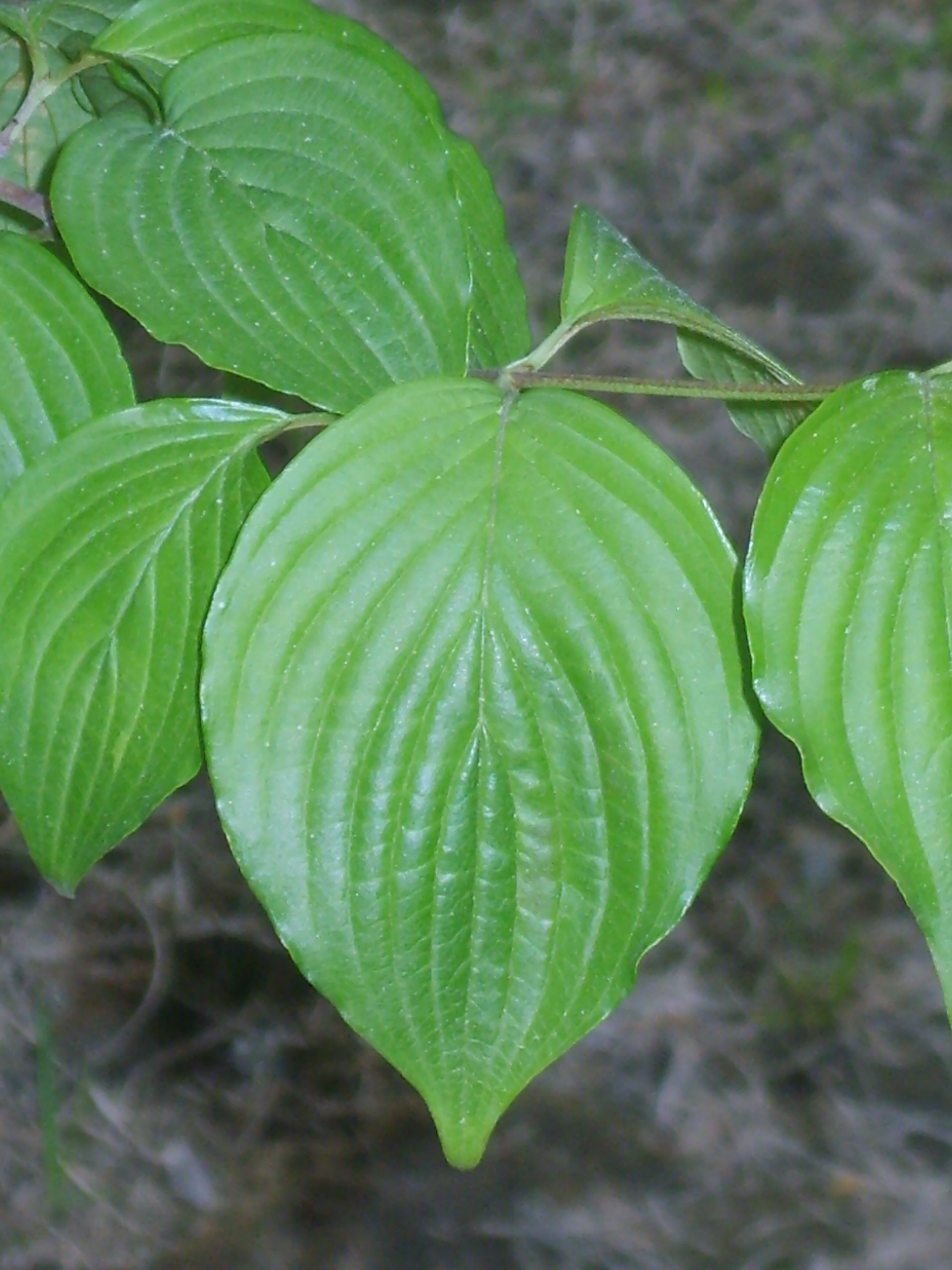
Feuilles
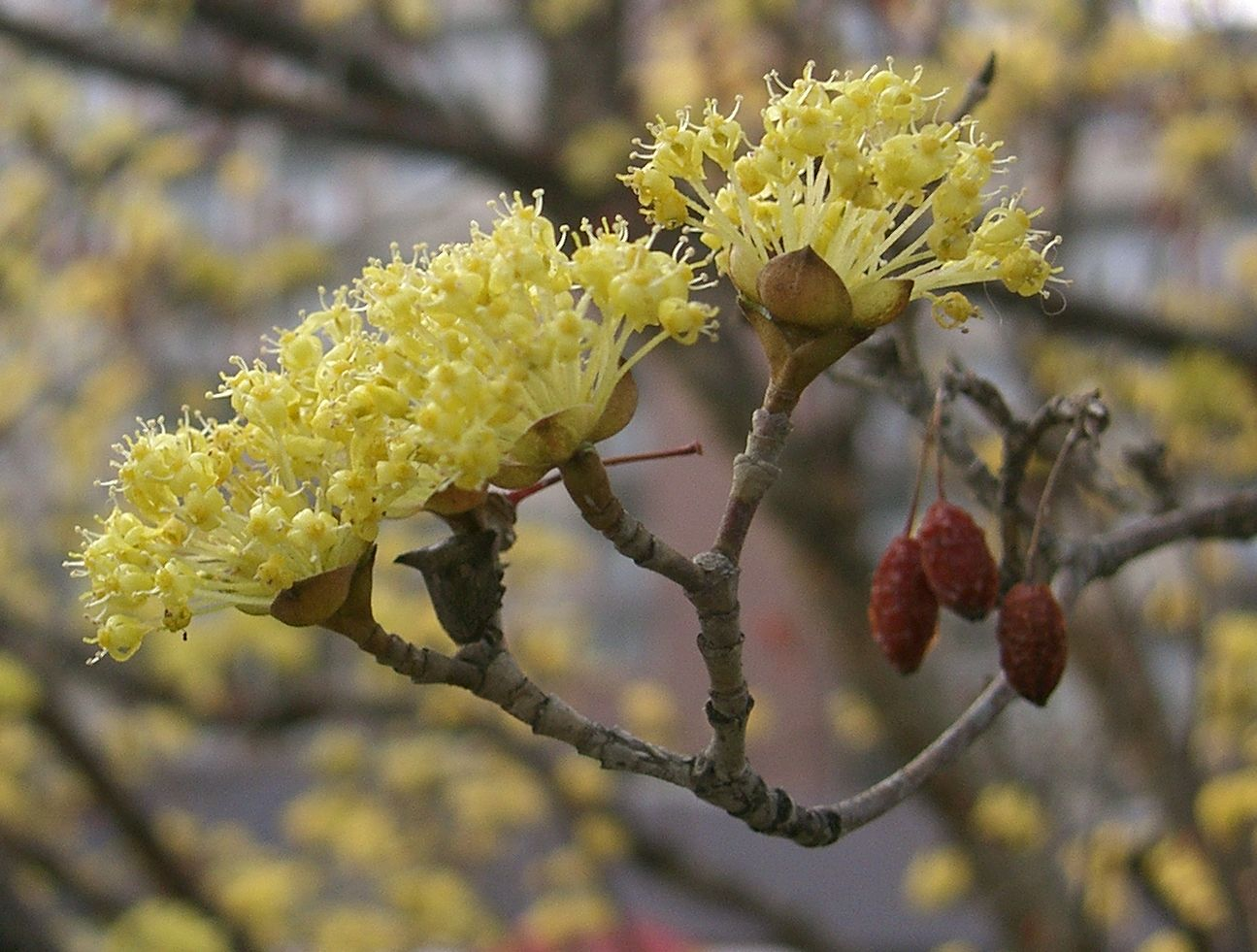
Fleurs
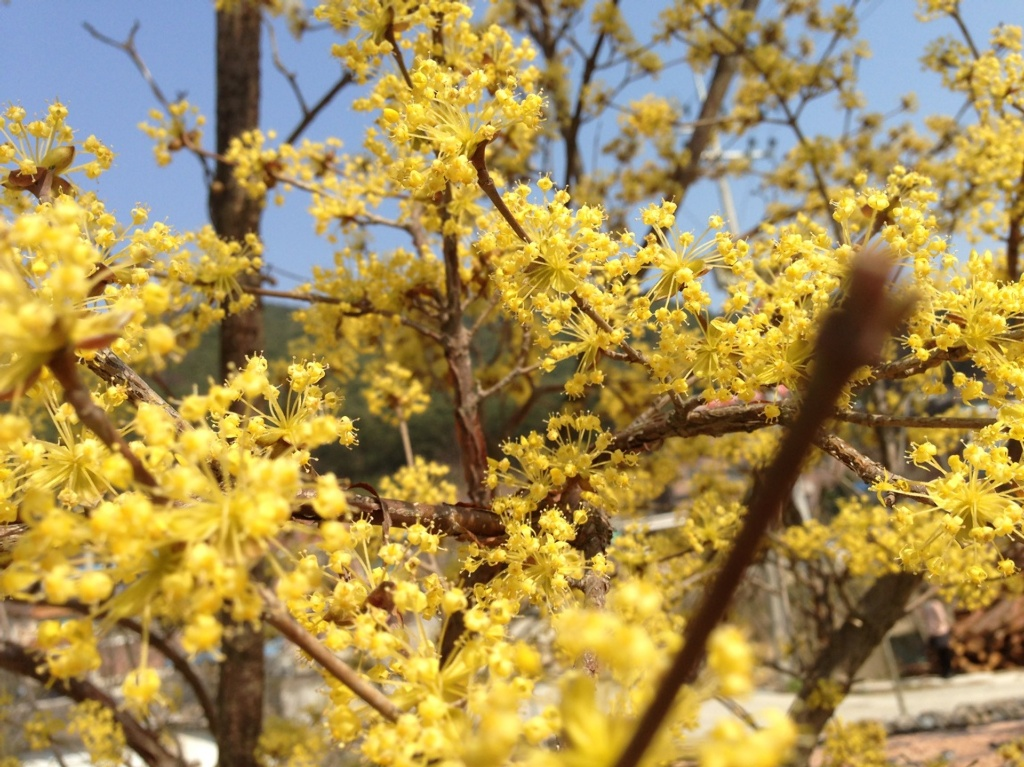
Fleurs